# Heuberg (Wienerwald)
Heuberg är en kulle i Österrike.   Den ligger i  förbundslandet Wien, i den östra delen av landet, 8 km väster om huvudstaden Wien. Toppen på Heuberg är 464 meter över havet, eller 103 meter över den omgivande terrängen. Bredden vid basen är 2,8 km.
Terrängen runt Heuberg är kuperad västerut, men österut är den platt. Runt Heuberg är det mycket tätbefolkat, med 3 134 invånare per kvadratkilometer.. Närmaste större samhälle är Wien, 7,5 km öster om Heuberg. 
Runt Heuberg är det i huvudsak tätbebyggt.